# Catanele Noi
Catanele Noi – wieś w Rumunii, w okręgu Dolj, w gminie Catane. W 2011 roku liczyła 758 mieszkańców.